# Depressive Age
Depressive Age (v překladu z angličtiny depresivní věk) je německá progressive/thrash metalová hudební skupina založená v roce 1984 v Berlíně (tehdejší Východní Německo) pod názvem Blackout. Pod tímto názvem vydala v roce 1987 jediné demo Kamikaze a v roce 1988 se přejmenovala na Depressive Age. Ve druhé polovině 90. let 20. století se krátce přejmenovala na D-Age.
Debutové studiové album s názvem First Depression vyšlo v roce 1992 pod křídly německého hudebního vydavatelství GUN Records.

## Historie
V roce 1984 byla v Berlíně (tehdejší Východní Německo) založena hudební skupina Blackout hrající thrash metal, který byl v té době na výsluní. V roce 1987 kapela vydala dvouskladbové demo Kamikaze. V témže roce podnikli členové odvážný útěk přes železnou oponu do Západního Německa, ale zpěvák Jan Lubitzki byl dopaden a rok uvězněn, než se mu podařilo připojit se ke svým spoluhráčům na Západě, kytaristům Jochenu Klempovi a Ingo Grigoleitovi, baskytaristovi Timu Schallenbergovi a bubeníkovi Norbertu Drescherovi.
V roce 1988 se těleso Blackout přejmenovává na Depressive Age. O čtyři roky později vychází debutové album First Depression prostřednictvím labelu GUN Records, na němž lze vycítit vlivy prog-rocku a doom metalu. Charakteristické byly temné kytarové riffy a jasný, melodický vokál frontmana Jana Lubitzkiho. Jochen Klemp působil jako skladatel.
Následují tituly Lying in Wait z roku 1994 a Symbols for the Blue Times z roku 1995. Tato alba sklidily největší úspěchy, bylo to nejúspěšnější období kapely. Zejména na druhém jmenovaném albu se tvorba vyvinula k více melodičtější podobě. 
Před vydáním čtvrté řadové desky Electric Scum z kapely odchází kytarista Ingo Grigoleit, který se začal věnovat na plný úvazek filmové branži. Album samotné působí jako experimentální s různými styly, spoustou samplů a různých rytmů, ale také chytlavými a melodickými strukturami skladeb. Právě kvůli tomu dochází v této době k další změně názvu. Depressive Age již nevyhovuje prezentované úpravě hudebního stylu a tak se mění na zkrácené D-Age. Pod ním vychází maxisingl Small Town Boy (1997), jenž obsahuje coververze skladby Smalltown Boy od britské synth-popové skupiny Bronski Beat a také kompilace z roku 1999 From Depressive Age to D-Age, která změnu jména obsahuje přímo ve svém názvu.
V této době však kapela ztratila sílu a upadla do zapomnění navzdory několika živým vystoupením s různými sestavami. Jan Lubitzki nějakou dobu zpíval v kapele Jan Dorn a byl bubeníkem skupiny Silberschauer. Bubeník Norbert Drescher hrál od roku 2000 v kapelách/projektech hrajících medieval rock nebo obecně středověkou hudbu – Tanzwut a Corvus Corax. Spoluzakladatel kapely a dlouholetý baskytarista Tim Schallenberg působil v heavymetalové skupině Knorkator v letech 2003 až 2008 pod jménem Tim Buktu. Zemřel v prosinci 2017 po dlouhé nemoci.
V srpnu 2022 byla na nově vytvořené facebookové stránce a nové webové stránce oznámena reforma Depressive Age a také koncerty a nová tvorba na rok 2023. V něm kapela vystupovala na různých festivalech (včetně Wacken Open Air a Rock Hard Festivalu) a rovněž představila nové skladby.

## Diskografie

### Blackout
Dema
- Kamikaze (1987)

### Depressive Age
Dema
- Beyond Illusions (1990)
- The New Demo (1990)
- Depressive Age (1991)
- New Bomb Energy (2005)

Studiová alba
- First Depression (1992)
- Lying in Wait (1993)
- Symbols for the Blue Times (1994)
- Electric Scum (1996)

Singly
- Innocent in Detention (1992)

Promo nahrávky
- Great Unlimited Noises (1992) – promo CD firmy GUN Records, na nahrávce jsou kapely Depressive Age, Sun a Monkeys with Tools[6]
- Taste the Difference! (1996) – promo-CD firmy GUN Records s kapelami Forbidden, Depressive Age, Kyyria a Skew Siskin[7]

### D-Age
Singly
- Small Town Boy (1997) – obsahuje coververze skladby Smalltown Boy od britské synth-popové kapely Bronski Beat

Kompilační alba
- From Depressive Age to D-Age (1999)